# 氷食尖峰

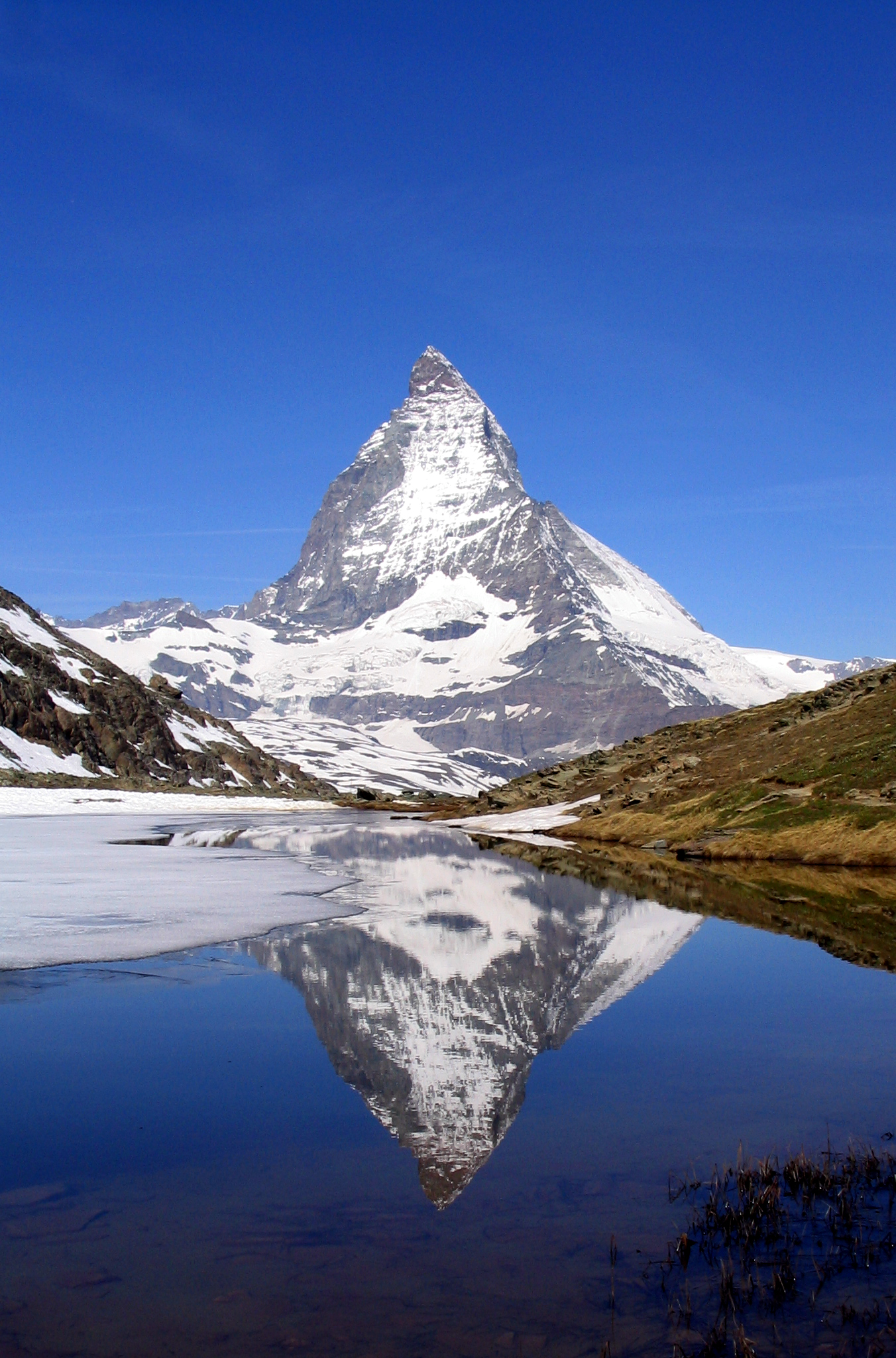
アルプス山脈を代表する高峰の一つ、マッターホルンは4方向から氷河に削られて生まれた

氷食尖峰 (ひょうしょくせんぽう) とは、氷河の侵食作用によってできた尖った地形のこと。ホルン（角の意）とも言われる。

## 概要
山頂部が鋭く尖ったピラミッド型の岩峰を指し、高山で見られる。氷河により谷が削られてできた圏谷が、複数方向から山を削ってできる。ウィリアム・モーリス・ディヴィスの地形の侵食輪廻では、壮年期に分類される山地で見られる。
遠方からでも判別できる地形であるため、登山者にとっては良い目印となるが、登頂する場合の難易度は高い。

## 形成
山体に近接する氷河は、椀の底のような形状のカールを形成する。氷河が流下し回転しながら、中央から末端では融解凍結により底部を削り、側壁付近では下降する動きによって引き離され（岩盤に達するほどの深いクレバスを生じ）底部の岩盤の剥ぎ取りや破砕作用が働き、半球状のカールが作られる。カールの成長すると挟まれた側壁や稜線が鋭く切り立つようになる。3つ以上のカールが取り囲むと氷食尖峰（ホルン）となり、氷河地域ではよく見られる形状である。複数面で囲まれた頂部は、面に対応するカールがあったことを示すもので、3 - 4のカールによるホルンが多い。

氷河とカールの形成
上から見たカールの成長 C: カール、A: 急峻な稜線、H: ホルン、M: 残部、灰色: 氷食されていない

## 代表例

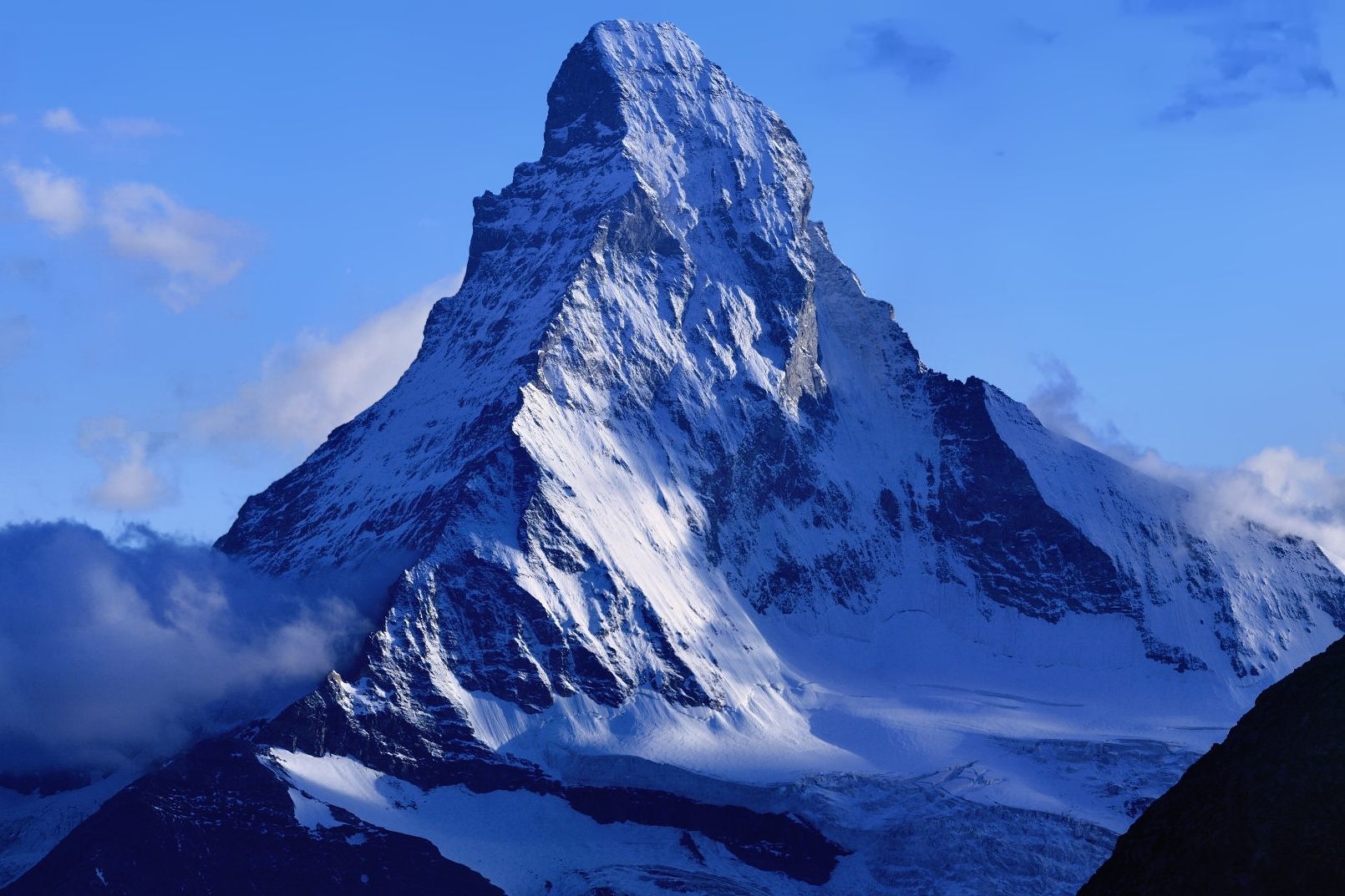
マッターホルン 世界的に知られる氷食尖峰
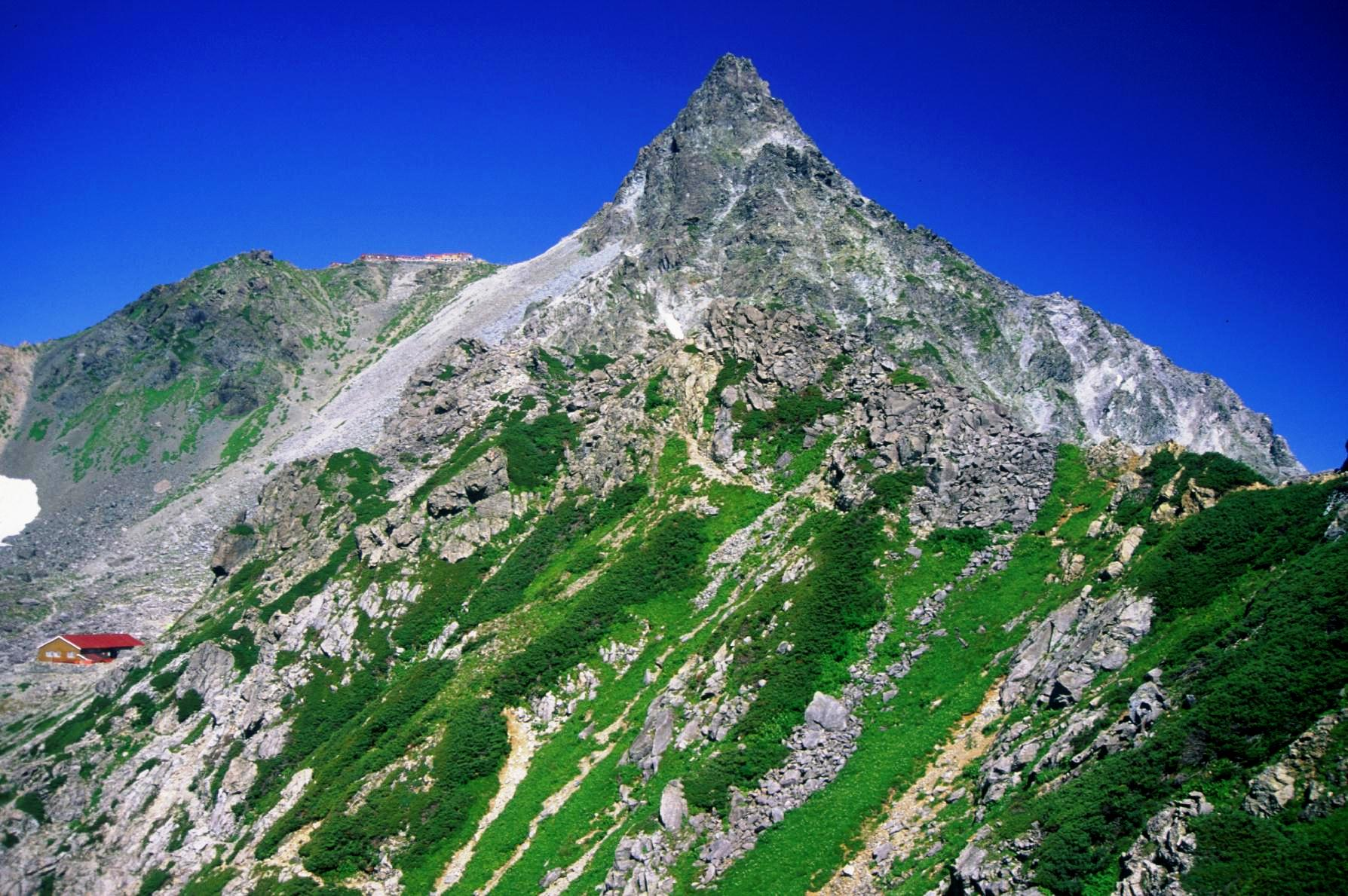
槍ヶ岳 日本の代表的な氷食尖峰
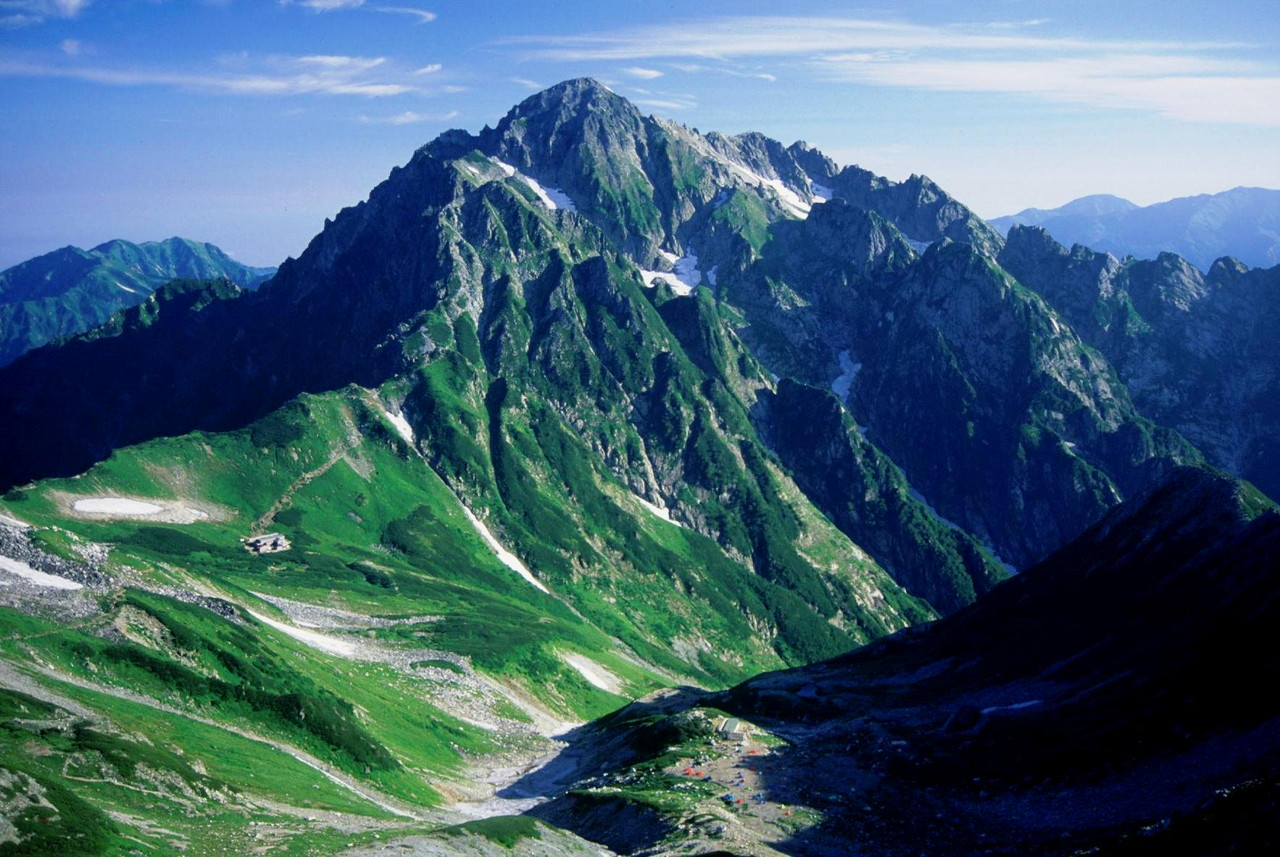
剱岳 山頂部が氷食尖峰
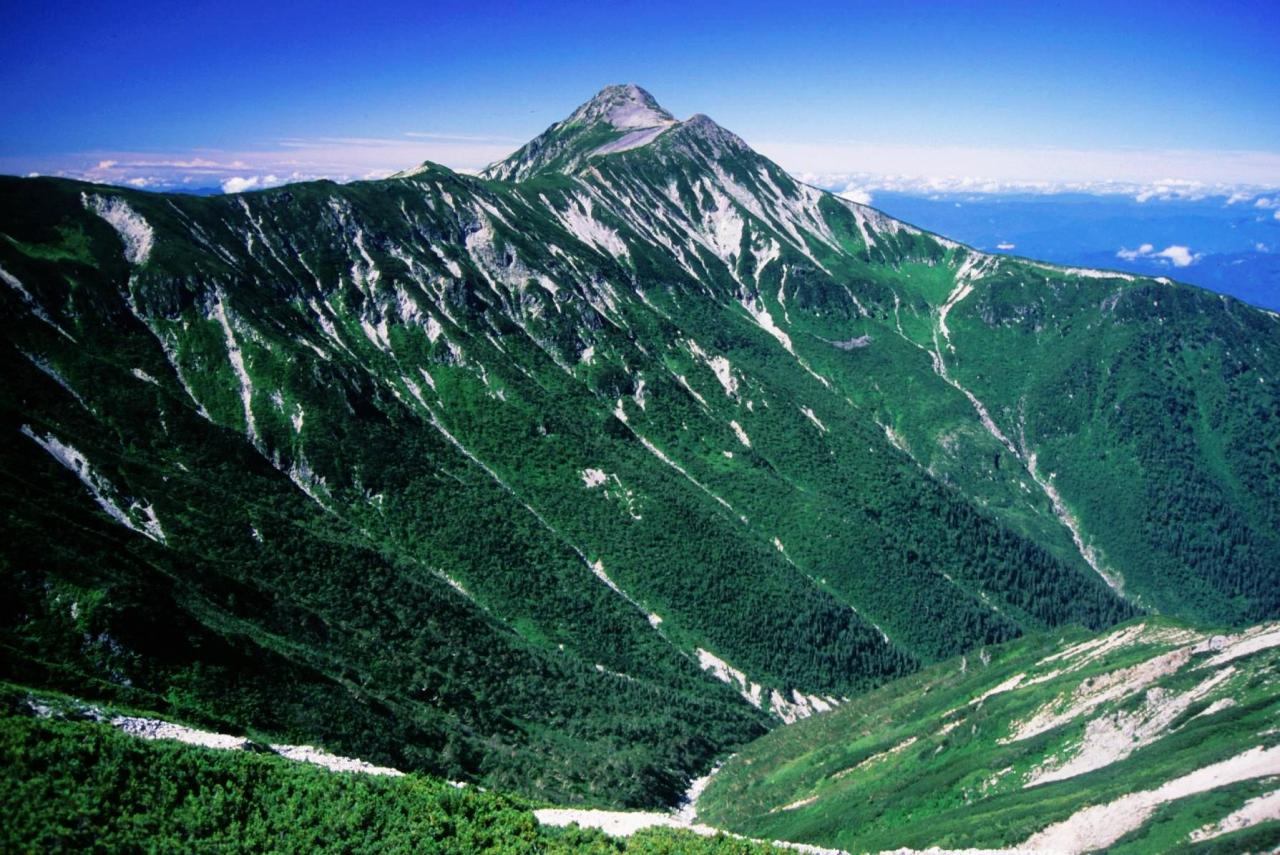
笠ヶ岳
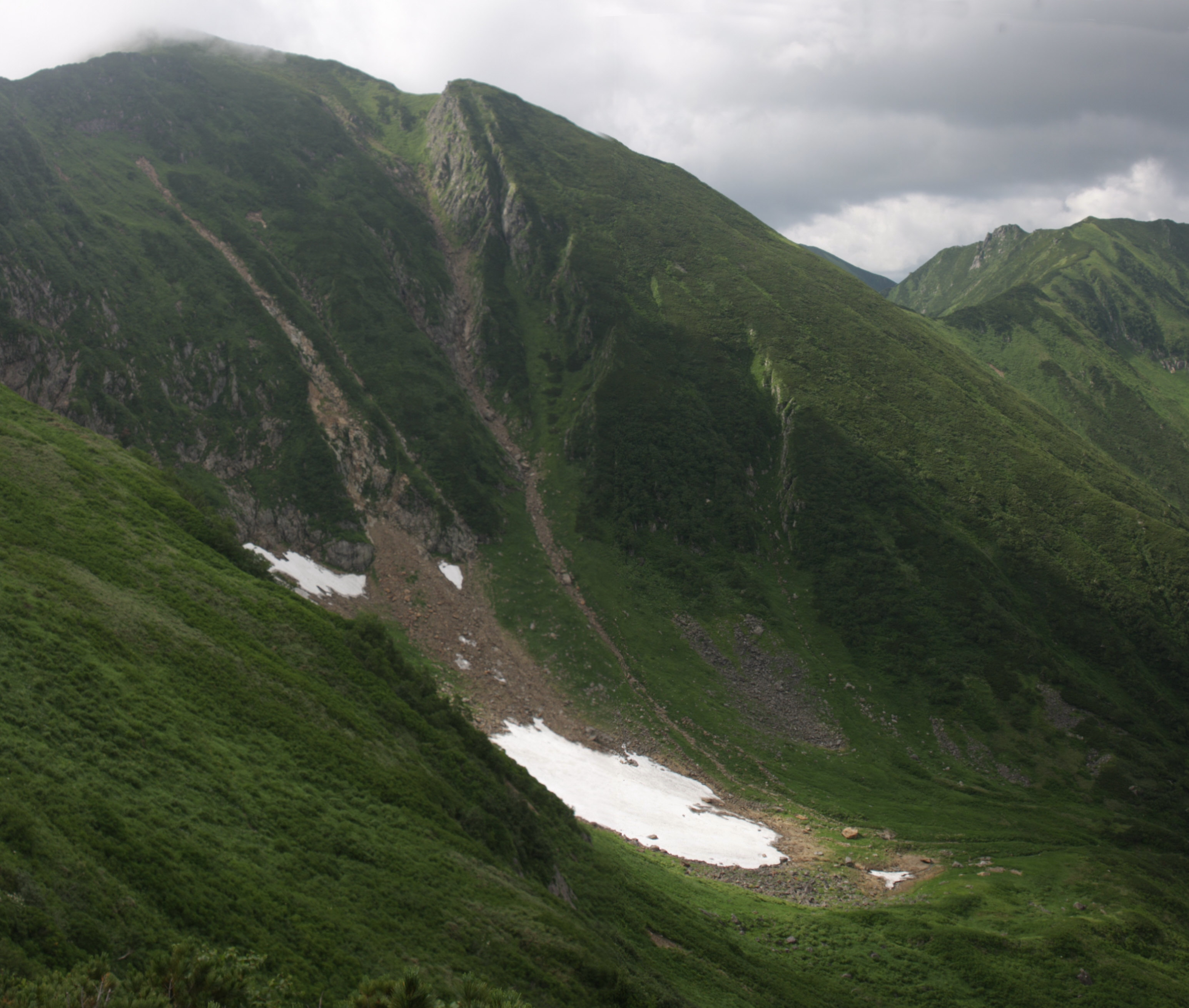
カムイエクウチカウシ山
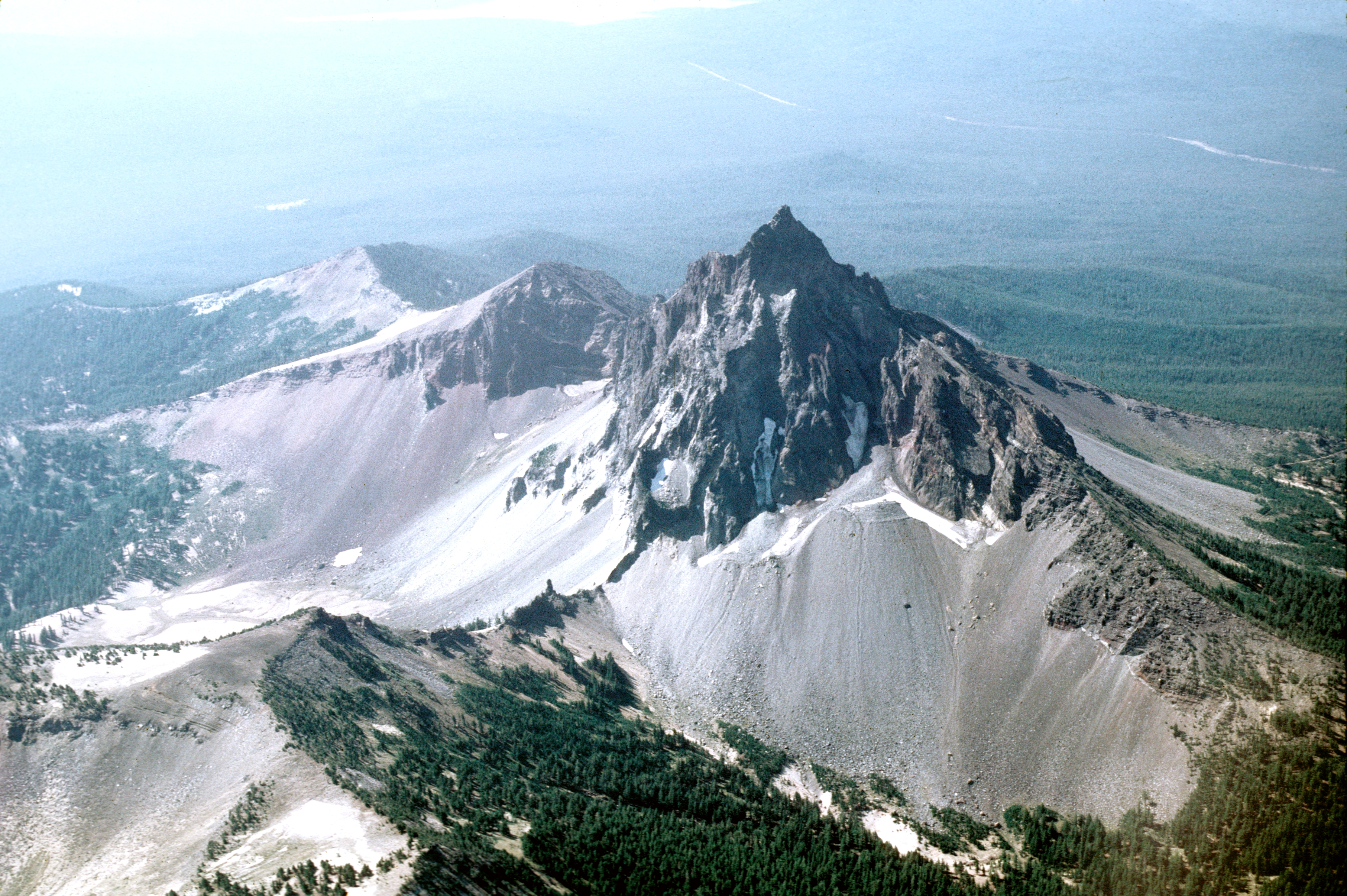
Mount Thielsen